# 林家ひらり
林家 ひらり（はやしや ひらり、1979年2月22日 - ）は元落語家。京都府舞鶴市出身。本名∶齋藤 知絵。

## 略歴
- 1999年（平成10年）、林家こん平に入門。前座名・林家はなふぶき
- 2002年（平成14年）、二つ目昇進　林家ひらりに改名。
- 2007年（平成19年）、廃業。

### 過去に出演していた番組

#### テレビ番組
- 笑点 （日本テレビ 日曜17:30 - 18:00）アシスタント

廃業のためひらりが降板した後のアシスタントには、同じこん平一門で妹弟子にあたる林家ぼたんが起用された。

## DVD
- ザッツ・エンタテインメント スーパースター林家木久扇 爆笑編 ソニー・ミュージックダイレクト 2007年9月19日 - いやんばか〜んダンサーの一人として。